# 2890 Vilyujsk
2890 Vilyujsk è un asteroide della fascia principale. Scoperto nel 1978, presenta un'orbita caratterizzata da un semiasse maggiore pari a 2,2596767 UA e da un'eccentricità di 0,1611465, inclinata di 6,62550° rispetto all'eclittica.